# Mujeres en los Estados Unidos

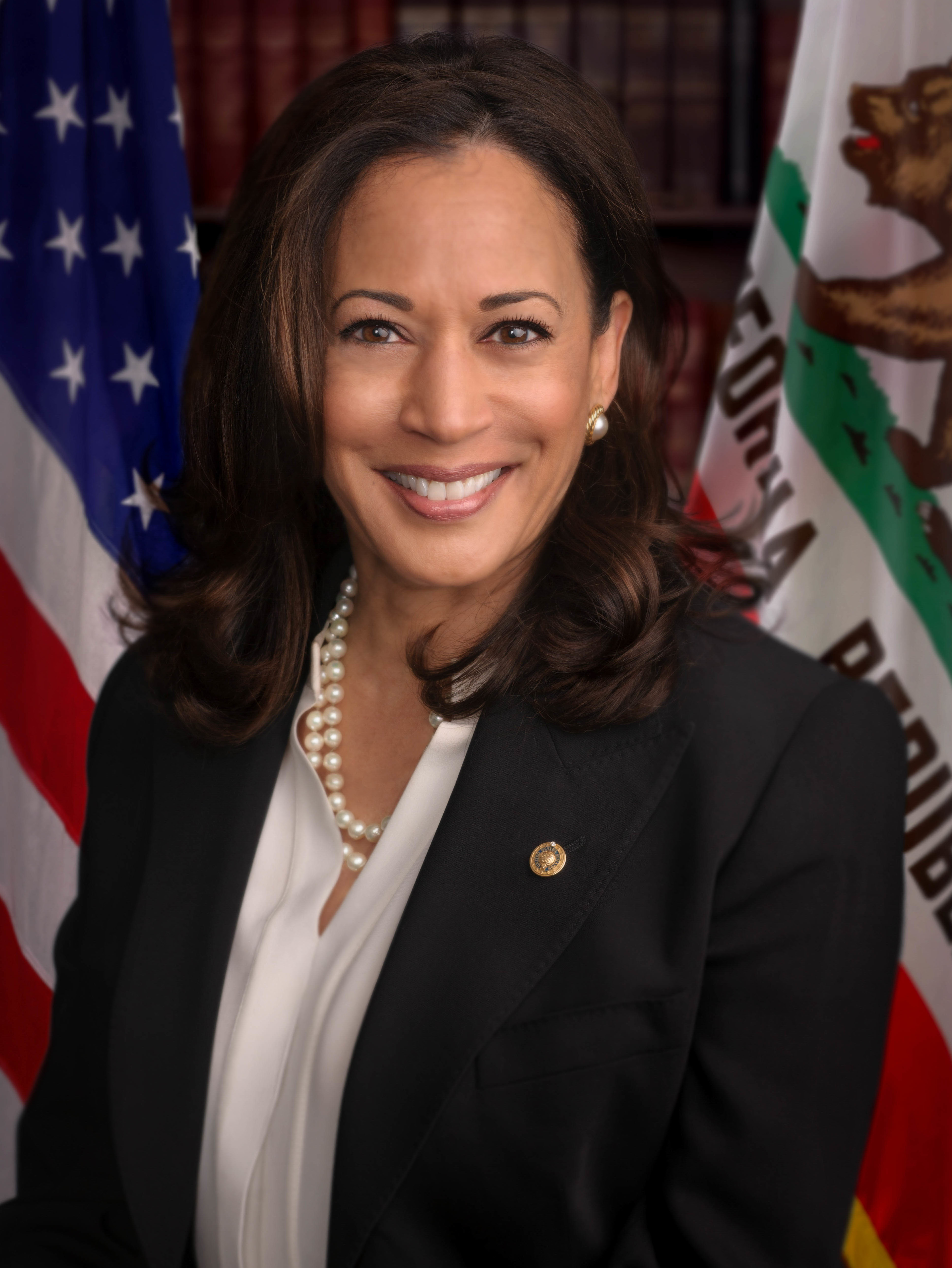
La vicepresidenta del país, Kamala Harris.

Las mujeres en los Estados Unidos legalmente son iguales a los hombres. Sin embargo, aun existe la diferencia salarial de género.
Muy bien integradas en la vida científica, cultural, deportiva, intelectual y política de su nación, han aportado importantes contribuciones a todo el mundo; con personalidades como la botánica Barbara McClintock, la música Madonna, la extenista Billie Jean King, la escritora Pearl S. Buck y la austronauta Judith Resnik.

## Derecho

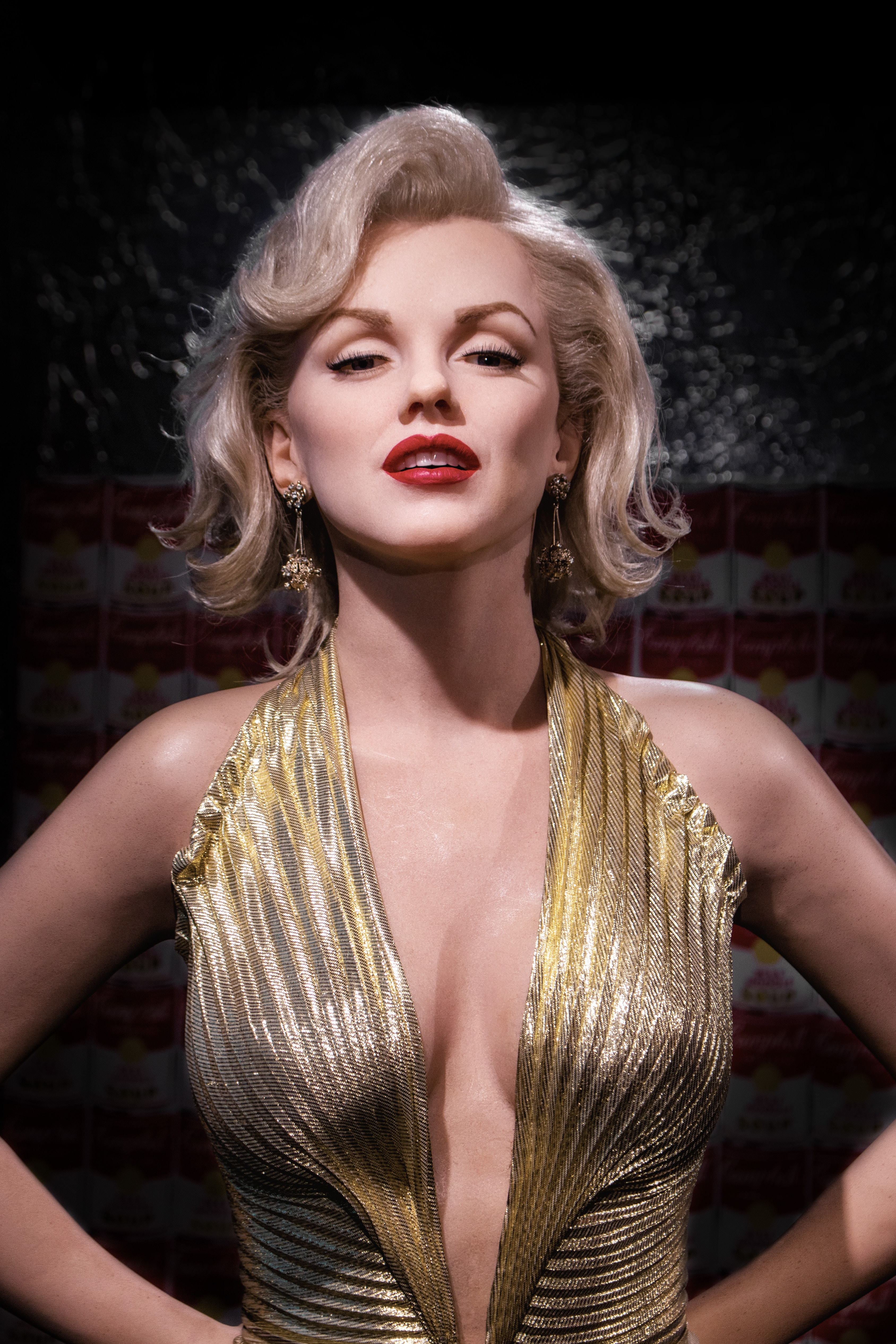
La actriz Marilyn Monroe y mujer estadounidense más famosa del.

Estados Unidos nunca ha ratificado la Convención sobre la Eliminación de Todas las Formas de Discriminación contra la Mujer, aunque desempeñó un papel importante en la redacción del tratado. A partir de 2014, Estados Unidos es por lo tanto, una de las siete naciones que no lo han ratificado, junto a Irán, Palau, Somalia, Sudán, Sudán del Sur y Tonga.

### Enmienda sobre la Igualdad
A partir de marzo de 2019, 37 estados han ratificado la Enmienda de Igualdad de Derechos; se requiere que 38 estados lo ratifiquen para convertirlo en una enmienda a la Constitución. Varios estados ratificaron originalmente la enmienda, pero posteriormente rescindieron la ratificación.

### Matrimonio

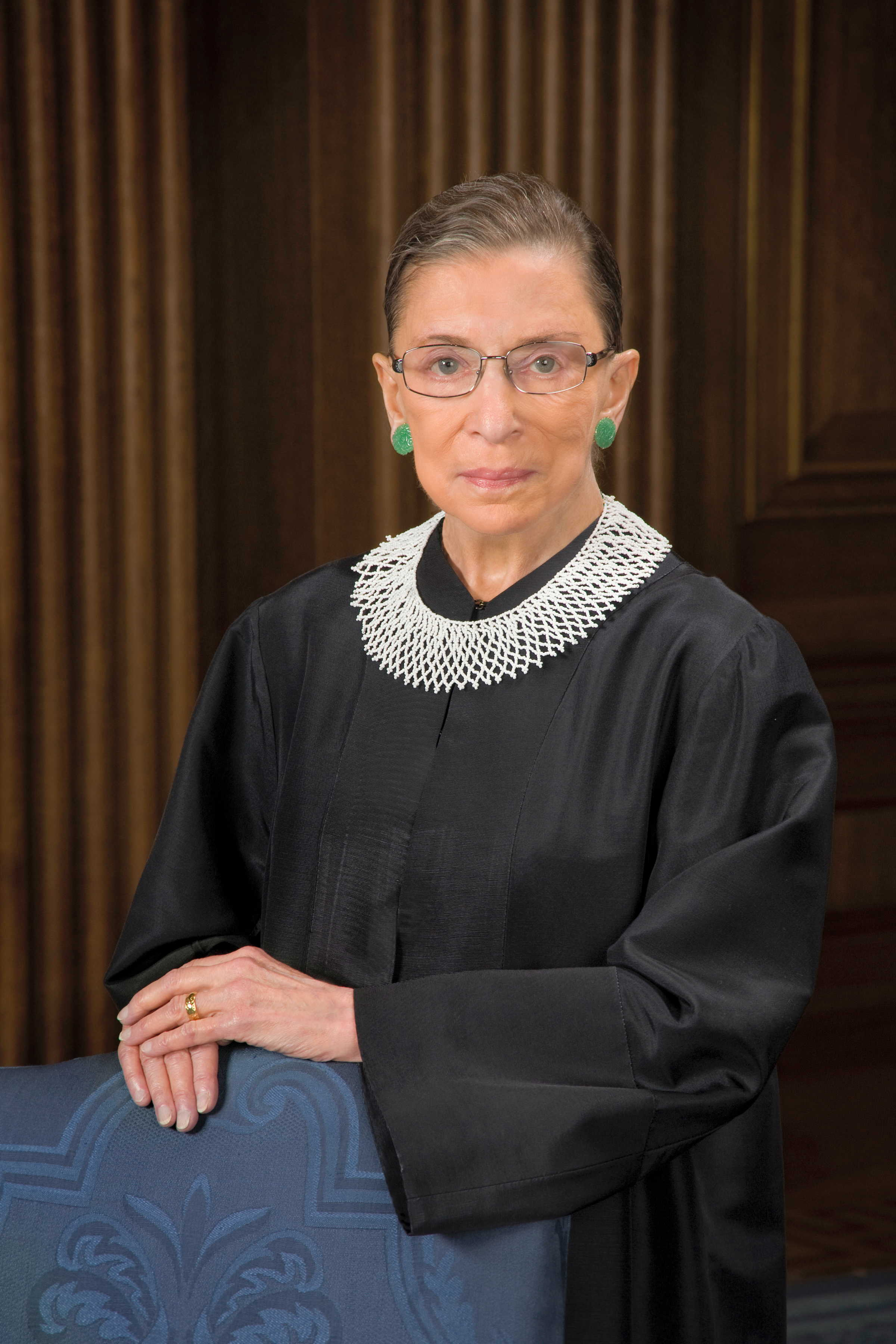
La antigua jueza Ruth Bader Ginsburg, integrante de la SCOTUS.

El matrimonio infantil, según la definición de Unicef, se observa en los Estados Unidos. Ésta incluye a las parejas que están formalmente casadas o que viven juntas como una pareja sexualmente activa en una unión informal, con al menos un miembro, generalmente la niña, que tiene menos de 18 años. Esta última práctica es más común en el país y oficialmente se llama cohabitación. Las leyes con respecto al matrimonio infantil varían en los diferentes estados. En general, los niños de 16 años o más pueden casarse con el consentimiento de los padres, siendo la edad de 18 años el mínimo en todos los estados, excepto en dos, para casarse sin el consentimiento de los padres. Los menores de 16 años generalmente requieren una orden judicial además del consentimiento de los padres.

### Licencia parental
Estados Unidos es el único país de altos ingresos que no proporciona el derecho al permiso por paternidad.

### Derechos reproductivos

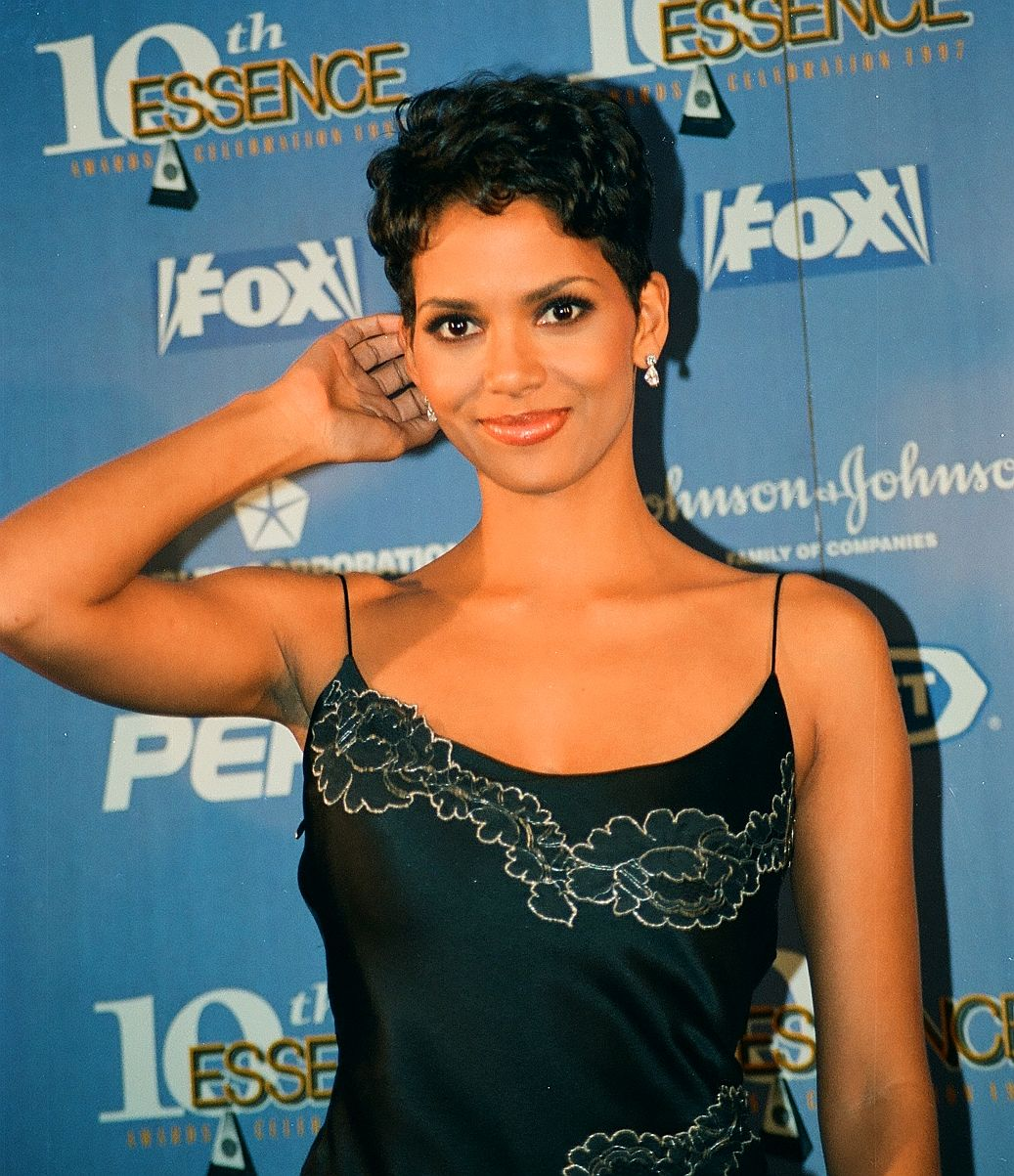
La actriz y modelo Halle Berry.

El control de la natalidad es legal en todo el país desde 2014. El aborto es legal en todo el país desde 2014, sin embargo a los estados se les permite establecer regulaciones sobre el aborto; que no cumplen con la prohibición después del primer trimestre del embarazo.

## Gobierno y política
Una mujer nunca ha sido Presidente de los Estados Unidos. Actualmente Kamala Harris es la primera mujer en ser Vicepresidente, habiendo pasado 245 años para que sucediera y concluirá su mandato en 2025.

### Cámara de Representantes

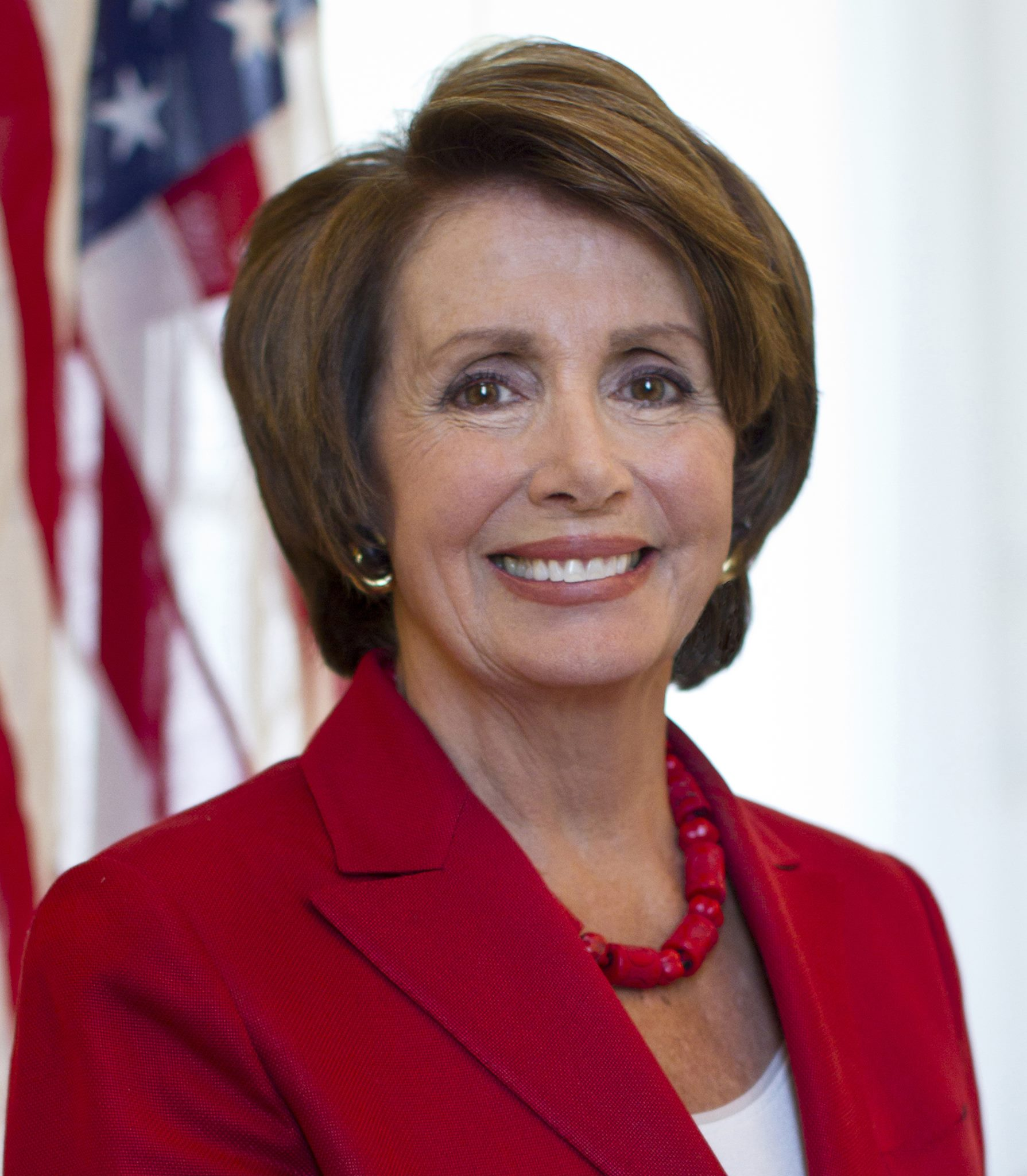
La representante Nancy Pelosi.

La primera mujer elegida para la Cámara de Representantes fue Jeannette Rankin en 1917, representó a Montana. Las mujeres que sirvieron antes que ella estaban terminando el mandato de otra persona, por morir en el cargo o haber renunciado.
En 2007 Nancy Pelosi fue elegida la 52.ª presidenta de la Cámara de Representantes. Pelosi es la única mujer en la historia de los Estados Unidos en ocupar el cargo. En 2019 fue reelecta y se convirtió en la primera persona en volver al cargo desde 1955.

### Senado
En sus primeros 130 años de existencia, el Senado fue completamente masculino. En 1931 Hattie Caraway fue la primera mujer en ganar la elección de senadora.
Margaret Chase Smith fue la primera mujer en servir tanto en la Cámara de Representantes como en el Senado, en 1949.
En 1992 cuatro mujeres sin antecedentes fueron elegidas: Barbara Boxer, Carol Moseley Braun (la primera afroestadounidense), Dianne Feinstein y Patty Murray.

### Gabinete presidencial
En 1933 Frances Perkins fue nombrada Secretaria de Trabajo, bajo el presidente Franklin D. Roosevelt y convirtiéndose en la primera mujer en integrar el gabinete presidencial. En 1949, Georgia Neese Clark fue la primera mujer nombrada Tesorera de los Estados Unidos, seguida de Oveta Culp Hobby como Secretaria de Salud, Educación y Bienestar en 1953.
Los años 1970 vieron a varias mujeres nombradas por primera vez en puestos de gabinete, como: Carla Anderson Hills, Secretaria de Vivienda y Desarrollo Urbano en 1975, Juanita M. Kreps, Secretaria de Comercio en 1977 y Shirley Hufstedler, Secretaria de Educación en 1979.
En los años 1980, Elizabeth Dole fue nombrada Secretaria de Transporte en 1983. Elaine Chao se convertiría en la tercera mujer y la primera asiática estadounidense en ocupar este cargo en 2017. Susan Engeleiter fue nombrada jefa de la Administración de Pequeñas Empresas en 1989.
En 1993 Janet Reno como fiscal general y Sheila Widnall como secretaria de la Fuerza Aérea, fueron las primeras mujeres nombradas para sus cargos.
Tres mujeres se han desempeñado como secretaria de Estado. La primera fue Madeleine Albright en 1997, en 2005 Condoleezza Rice se convirtió en la segunda y primera negra en servir en este cargo, fue sucedida por la ex Primera dama y senadora; Hillary Clinton en 2009.
Ann Veneman como Secretaria de Agricultura, Gale Norton Secretaria del Interior y Susan Livingstone Secretaria de la Marina; fueron las primeras mujeres nombradas para sus cargos en 2001 y 2003 respectivamente.
Janet Napolitano devenía la primera mujer en ser Secretaria de Seguridad en 2009 y Gina Haspel fue la primera mujer Directora de la Agencia Central de Inteligencia (CIA) en 2018.
En 2019 había: 102 mujeres de un total de 435 en la Cámara de Representantes, 89 demócratas y 13 republicanas. De los 100 miembros del Senado, 25 senadoras; 17 demócratas y 8 republicanas. Hay 9 mujeres gobernadoras estatales, 6 demócratas y 3 republicanas; hay 15 vicegobernadoras, 9 demócratas y 6 republicanas. En las legislaturas estatales hay 2.121 mujeres.
En la Corte Suprema (SCOTUS) hay tres juezas: Sonia Sotomayor, Elena Kagan y Amy Coney Barrett. La primera jueza fue Sandra Day O'Connor y luego Ruth Bader Ginsburg.

## Deseo de abandonar los Estados Unidos

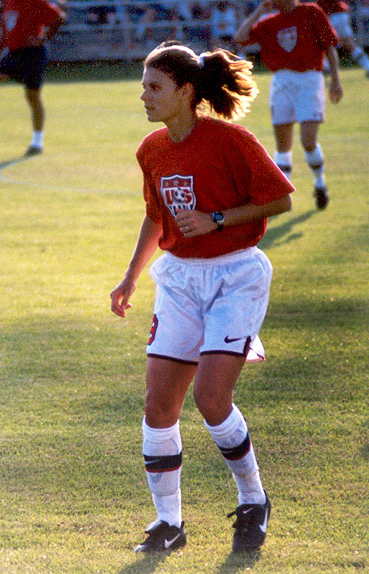
La destacada futbolista Mia Hamm.

Según una encuesta de Gallup de enero de 2019, al 40 por ciento de las mujeres menores de 30 años les gustaría abandonar los Estados Unidos y la mayoría prefiere Canadá como un lugar para buscar una vida mejor.

### Igualdad de género
En 2017 los Estados Unidos ocuparon el puesto 49 de 142 países (el 1 es el mejor) en igualdad de género, según el Global Gender Gap Report del Foro Económico Mundial.

## Estadísticas
A partir de 2014, las mujeres estadounidenses obtienen más títulos postsecundarios (universidad y posgrado) que los hombres.

### Matrimonio
En 2013, el año más reciente para el que hay estadísticas disponibles, la edad promedio en el primer matrimonio es de: 27 años para las mujeres y 29 para los hombres.

### Personal

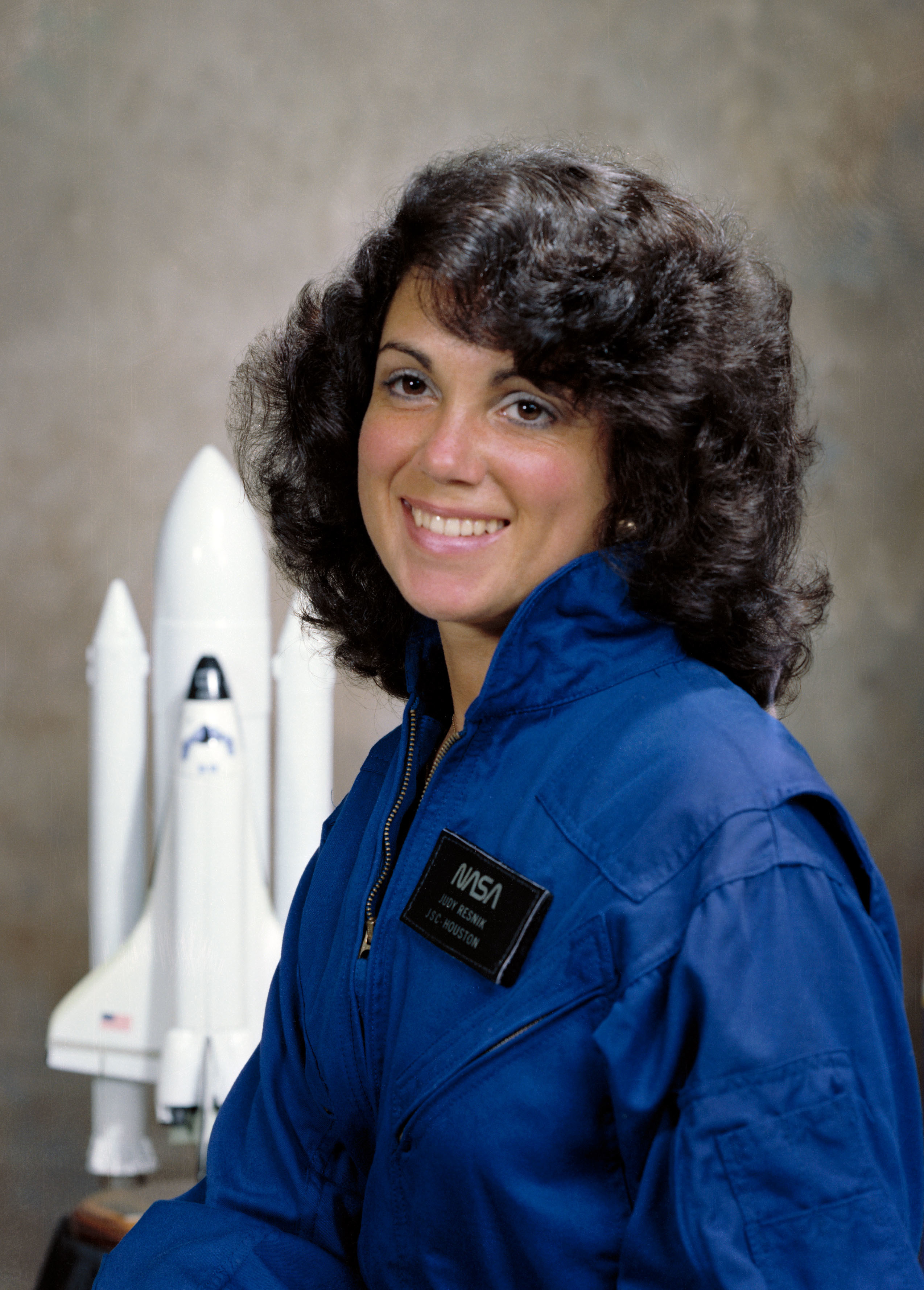
La astronauta Judith Resnik.

A partir de 2014, las mujeres son el 46.5% de la fuerza laboral total de los Estados Unidos.
La discriminación sexual ha sido prohibida en el empleo no ministerial en todo el país desde 1964. Sin embargo, bajo una doctrina creada judicialmente llamada «exención ministerial», las organizaciones religiosas son inmunes a las demandas por discriminación sexual presentadas por «empleados ministeriales», una categoría que incluye roles religiosos como sacerdotes, imanes o supervisores kosher.
El salario medio de una mujer estadounidense ha aumentado con el tiempo, aunque a partir de 2014 es solo el 77% del salario medio de los hombres, un fenómeno a menudo conocido como la brecha salarial de género. (El salario promedio de una mujer se informa como el 84% del masculino). Si esto se debe a la discriminación es muy discutido, mientras que los economistas y sociólogos han proporcionado evidencia que apoya y desacredita esta afirmación.

## Violencia
La violencia contra la mujer ha sido reconocida como un problema de salud pública en los Estados Unidos. La cultura en el país ha promovido la banalización de la violencia dirigida a las mujeres, con los medios de comunicación americanos creando la apariencia que la violencia contra las mujeres no tiene importancia para el público.
Los Centros para el Control y la Prevención de Enfermedades y el Instituto Nacional de Justicia informan que aproximadamente 1 de cada 4 mujeres sufre de al menos una experiencia de agresión física de una pareja, durante la edad adulta. Los estudios han encontrado que alrededor del 20% de las mujeres estadounidenses han sido víctimas de violación. Además, según un estudio de 2013, muchos incidentes de violación no se denuncian.
En 2017 Estados Unidos fue clasificado como el 9º país más seguro del mundo para las mujeres, según el grupo de investigación New World Wealth.